# 戴文宗
戴文宗（1531年—？），字時範，江西撫州府金谿縣人，匠籍，明朝政治人物。

## 生平
嘉靖三十七年（1558年）戊午科江西鄉試第七十三名舉人。隆慶二年（1568年）中式戊辰科會試第五十五名，三甲第九十九名進士。授宜阳县知县。

## 家族
曾祖戴守恒；祖父戴天福；父戴景良。嫡母龔氏；生母金氏。具庆下。